# London Underground 1973 Stock
De London Underground 1973 Stock (Type 1973) is een treintype dat gebruikt wordt in de metro van Londen. Ze worden ingezet op de Piccadilly Line, een deep level-lijn.

## Constructie
Begin jaren 1970 plaatste London Transport een order van 87,5 treinen om de treinstellen van de types 1938, 1956 en 1959 op de Piccadilly Line te vervangen. Omdat de treinen vanaf 1977 naar Heathrow zouden gaan rijden, zijn de deuren wijder en is er naast de deuren ruimte voor bagage. Ook zijn de treinen langer dan zijn voorgangers. Het zijn 6-wagentreinen die in feite uit twee rug-aan-rug gekoppelde 3-wagenstellen bestaan, de meeste met aan één zijde een cabine. Er zijn 21 driewagenstellen met aan beide zijden een cabine. Ze zijn afgeleverd in de periode 1974 - 1977, en werden vanaf 1975 ingezet. Net als het meeste materieel van de London Underground hebben de treinstellen tripcock-beveiliging, een eenvoudig mechanisch systeem dat de noodrem bedient als de trein een rood sein passeert.

## Inzet
Voor de inzet op de Piccadilly Line zijn in de spits 79 treinen nodig. Onderhoud vindt plaats in de depots Cockfosters en Northfield. Bij de terroristische aanslagen in Londen van 7 juli 2005 werd een rijtuig totaal verwoest en niet vervangen, waardoor in feite een half treinstel verloren is gegaan. Er zijn nu nog 86,5 treinen beschikbaar. 
Tussen 1996 en 2001 is het materieel gemoderniseerd door Bombardier. Dwarsbanken zijn vervangen door langsbanken voor meer staanplaatsen, en de voorheen blank aluminium treinstellen zijn overgespoten in de rood-wit-blauwe huisstijl van de metro van Londen. Ook zijn de treinen geschikt gemaakt voor OPO (eenmansbediening), waardoor de guard die vanuit de achterste cabine de deuren sloot overbodig werd.
Hoewel het materieel al ruim 40 jaar oud is, is vervanging op korte termijn niet aan de orde. Vanaf 2025 zal vervangend materieel in het kader van het New Tube for London-project worden geleverd door Siemens Mobility.

## Fotogalerij

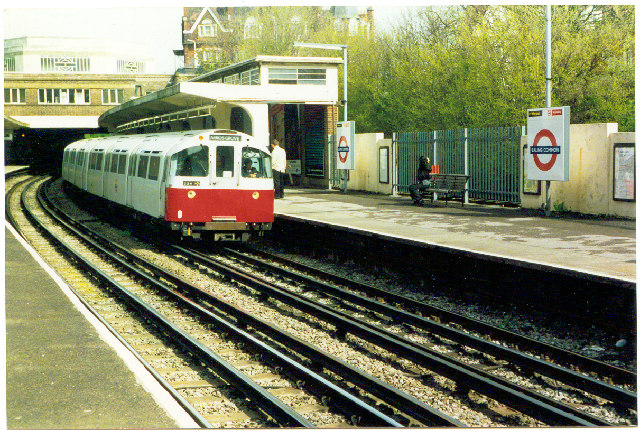
Type 1973 in de oorspronkelijke kleurstelling op station Ealing Common
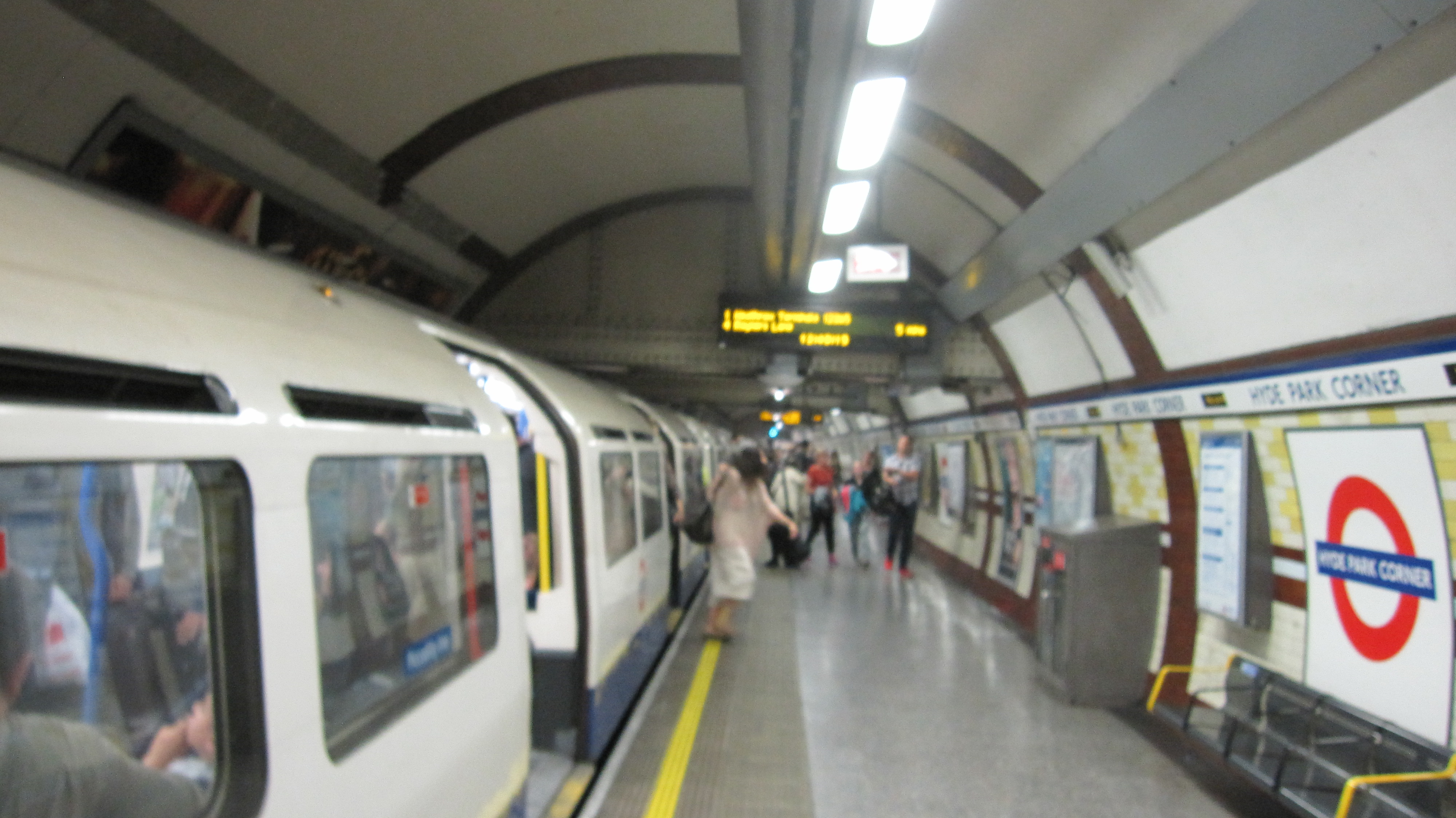
Trein type 1973 op station Hyde Park Corner in 2016
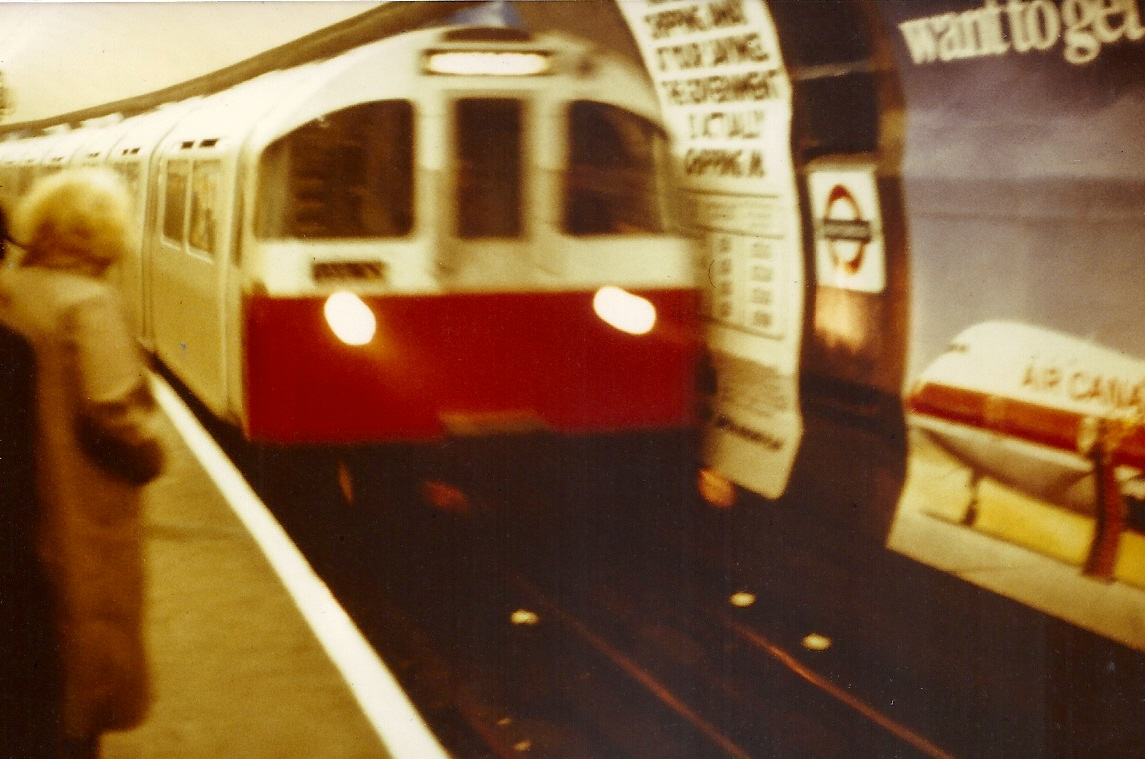
Type 1973 op station Knightsbridge in 1984

## Meer informatie
- Brian Hardy. London Underground Rolling Stock, 1984, ISBN 0904711587